# Attar Bakul
Attar Bakul of Attar Maulsari is een attar, verkregen door stoomdestillatie van bloemen van de Mimusops elengi in sandelhoutolie. De olie heeft een lichtgele kleur, is honingachtig en heeft een zwaar zoete ondertoon. De doordringende geur lijkt op de geur van tuberoos en sinaasappelolie.
De geurige bloemen vallen 's morgens op de grond, waarna ze door mensen uit de omgeving geraapt worden. Ze houden hun geur dagenlang vast. Uit de bloemen wordt er een attar geproduceerd. Deze wordt verwerkt in lokale parfums in India.